# Линейни кораби тип „Исе“
Исе (на японски: 伊勢, на английски: Ise) са серия линейни кораби на Императорския флот на Япония. Всичко от проекта са построени 2 кораба: „Исе“ (на японски: 伊勢, на английски: Ise) и „Хюга“ (на японски: 日向, на английски: Hyuga). Названието си получават в чест на една от областите на Япония, понастоящем историческа област Исе, която влиза в префектура Мие. Едни от най-големите и най-мощните кораби, построени в света в периода на Първата световна война. Не участват в бойни действия през Първата световна война.

## История на създаването

### Проектиране и строителство
Проектът „Исе“ се явява логично развитие на типа „Фусо“.
Предполага се, че новият линкор ще стане повторение на прототипа, но в процеса на работите в чертежите са внесени голям брой изменения, които отчитат опита от построяването на линкорите от предходния тип и новите изисквания на ръководството на флота.
Главното им отличие става различното взаимно разположение на кулите на главния калибър №3 и №4 и препланираните котелни отделения: всички котелни отделения са обединени и преместени към носа. При средните кули те вече са поставени линейно-терасовидно (третата над четвъртата), което прави по-лесно управлението на огъня.
В хода на построяването 152-мм оръдия са заменени с новите 140-мм оръдия.
Освен по-лекия и удобен за употреба снаряд, самите установки тежат по-малко, което позволява да се увеличи броя на оръдията на противоминния калибър от 16 до 20.

## Конструкция
Корпусът на линкорите от типа „Ise“ практически напълно повтаря своите предшественици – главната разлика е скъсяването на полубака, което се налага от прегрупирането на артилерията на главния калибър.

### Корпус
Те имат максимална дължина 208,18 м, ширина по водолинията 28,7 м, а също проектно газене при пълно натоварване от 8,9 м. Те са с 5,3 м по-дълги, отколкото техните предшественици. Тяхната проектна нормална и пълна водоизместимост са 31 260 т и 36 500 т, съответно, което е с 600 дълги тона повече, отколкото при предходния тип.

### Въоръжение
Главният калибър на линкорите съставляват 12 356-мм/45 оръдия в шест линейно-терасовидни кули с боекомплект от по 100 снаряда на оръдие. Самите оръдия не се отличават от поставените на „Kongo“ и „Fuso“.
Противоминната артилерия се състои от 20 140-мм/50 оръдия типа 3, от които осемнадесет са разположени в каземати, а две – на палубата на бака в района на носовия комин. Зенитното въоръжение се състои от четири 76-мм зенитни оръдия.

### Брониране
Главният пояс има височина 3,8 м и върви от барбета на кула №1 до барбета на кула №6. Поясът има максимална дебелина от 305 мм, но под водолинията, към долния си ръб, дебелината на плочите започва постепенно да намалява до 102 мм. Бронираните траверси имат дебелина 305 мм нагоре и 102 мм по долния край. По носа и кърмата от траверсите дебелината на пояса се снижава отначало до 203 мм, а близо към щевните до 76 мм. Над главния пояс върви 203-мм пояс, който се изкачва до горната палуба.
Той се простира от първия до последния барбет и завършва със 152-мм траверси.
Главната 32-мм бронирана палуба получава 51-мм скосове, долепени за долния ръб на броневия пояс. На носа и кърмата от 305-мм траверси дебелината на палубата се увеличава до 51 мм (над отделението на рулевата машина на кърмата до 76 мм).
Горната палуба има 35-мм брониране в района на цитаделата. Палубата на полубака над каземата на противоминната артилерия е с 19-мм дебелина.
Двуоръдейните кули на главния калибър имат чело с дебелина 305 мм, странични и задни плочи от 203 мм и 114-мм покрив.
Бронята на барбетите е 305 мм.
Носовата бойна рубка има дебелина на стените от 305 мм, кърмовата – 102 мм.

### Енергетична установка

#### Главна енергетична установка
Енергетичната установка корабите от типа е четиривална. Тя принципиално не се различава от тази на типа „Фусо“ и се състои от турбоагрегати „Brown-Curtis“ (на „Ise“) или „Parsons“ (на „Hyuga“), парата се изработва в 24 парни котела „Kampon“ със смесено отопление. Мощността е 45 000 к.с., а известния ръст в дължината на корпуса позволява да се увеличи скоростта им до 23 възела.

#### Електрозахранване
Електроенергийната установка се състои от три турбогенератора с мощност по 150 кВт и два по 200 кВт.

#### Далечина на плаване и скорост на хода
Пълният запас гориво съставлява 4706 т въглища и 1411 т нефт. При наличие на пълен запас и чисто дъно далечината на плаване съставлява 9680 мили на 14 възела скорост. На изпитанията „Ise“ развива ход 23,64 въз. при мощност 56 498 к.с.

## Модернизации
Корабите са коренно реконструирани още през 30-е години: увеличени са размерите на носовата надстройка, разполагайки на нея ред допълнителни платформ с прибори за управление на огъня на ГК: отгоре е поставен КДП с 8 м далекомер, всички кули на главния калибър също така са оборудвани с 6 м далекомери, напълно заменена е енергетичната установка, усилено е палубното брониране, а също е модернизирана и артилерията на главния калибър. Вместо предишните 76-мм зенитки линкорите получават новите 127/40-мм оръдия и 25-мм зенитни автомати.
Броя на 140-мм/50 оръдия е съкратен до 16.
Корпусът е удължен за сметка на кърмова надстройка със 7,6 м, поставени са бордови були за противоторпедна защита (ширината на корпуса по водолинията нараства от 28,7 до 31,6 м).
Силовата установка е напълно заменена, монтирани са четири турбозъбчати агрегата с обща мощност 80 000 к.с., парата за които се изработва от 8 парни котела. Новата установка е по-мощна, по-лека, зама и по-малко място, което позволява да се премахне носовия комин. След модернизацията водоизместимостта нараства, но повишената мощност позволява да се увеличи скоростта на хода до 25,3 възела.

### Линкори-самолетоносачи
През юни 1942 г. „Хюга“ е изваден в резерва, през юли е последван от „Исе“. Прието е решението за най-оригиналното преоборудване на бойни кораби за цялата история на парното броненосно корабостроене. Двата линкора трябва да станат своего рода „хибриди“, съчетаващи в себе си качествата на самолетоносачи (полетна палуба, хангар, подемници, катапулти) и линейни кораби (осем 356-мм оръдия). Подобен експеримент вече е правен с кораба „Фюриъс“ по време на Първата световна война, но това е именно експеримент в търсене на оптималната конфигурация за самолетоносачите в стадия на тяхната поява като клас кораби.
Към октомври – ноември 1943 г. необикновеното преоборудване е завършено. Кърмовата част на корпуса леко е удължена и разширена. На мястото на бившите кърмови кули е съоръжен хангар, в който се побират до 10 самолета, за подема на които служи един подемник. Още 10 – 12 самолета стоят направо на палубата. Самолетите излитат с помощта на два катапулта. Авиогрупата първоначално е планирана в състав 22 пикиращи бомбардировача D4Y3 „Сюсей“ („Джуди“), но след това е променена на 20 – 22 хидросамолета-бомбардировача Е16A „Дзуйюн“ (на японски: 瑞雲 Дзуйун, „Благоприятен облак“) („Пол“).

## Представители на проекта
| Название | Място на построяване | Заложен        | Спускане на вода   | Влизане в строй     | Съдба |
| -------- | -------------------- | -------------- | ------------------ | ------------------- | --- |
| „Исе“    |                      | 10 май 1915 г. | 12 ноември 1916 г. | 15 декември 1917 г. | На 28 юли 1945 г. в резултат на бомбови попадения потъва при заводския причал в Куре с крен 20 градуса по десния борд. На 4 юли 1946 г. е изваден и до края на годината е разкомплектован в Харима. |
| „Хюга“   |                      | 6 май 1915 г.  | 27 януари 1917 г.  | 30 април 1918 г.    | През 1952 г. е откаран в Харима, където е разкомплектован за метал. |

## История на службата
Исе
В хода на сраженията в залива Лейте, на 25 ноември 1944 г., „Исе“ получава леки повреди от многобройни близки разриви.
От февруари 1945 г. се намира в Куре, подсигурявайки ПВО на базата.
На 13 март 1945 г., от попадения бомби на „Исе“ е разрушен самолетоподемника. Няма опити да се ремонтира линкорът-самолетоносач.
На 2 юли 1945 г. „Исе“ получава 5 попадения от бомби и ляга на грунта.
На 28 юли след 8 бомбови попадения и много на брой близки разриви „Исе“ потъва на заводския причал в Куре с крен 20 градуса по десния борд.
На 4 юли 1946 г. е изваден и до края на годината е разкомплектован в Харима.
Хюга
В хода на сраженията в залива Лейте, на 25 ноември 1944 г., „Хьюга“ получава незначителна повреда от пряко попадение на бомба в кърмата.
От февруари 1945 г. се намира в Куре, подсигурявайки ПВО на базата.
В периода 24 – 28 юли 1945 г. „Хюга“ получава от 10 до 17 бомбови попадения и голям брой близки разриви.
До 1 август е преместен в плитки води и потопен на грунта. След това се използва като зенитна батарея.
През 1952 г. е изваден и отведен в Харима, където е разкомплектован за метал.

## Оценка на проекта
Противоминната 127-мм артилерия на американските линкори повече прилича на определението за „разумна достатъчност“, макар заради лекия си снаряд (22,7 кг) безусловно да отстъпва на 140-мм оръдия на „Исе“.
|                                                | „Ривендж“            | „Байерн“                | „Исе“                | „Фусо“               | „Пенсилвания“        |
| Година на залагане                             | 1913                 | 1913                    | 1915                 | 1912                 | 1913                 |
| Година на влизане в строй                      | 1916                 | 1916                    | 1917                 | 1915                 | 1916                 |
| Стойност                                       |                      | 49 милиона марки        |                      |                      |                      |
| Водоизместимост нормална, т                    | 27 885               | 28 448                  | 31 260               | 30 600               | 31 902               |
| Пълна, т                                       | 31 496               | 32 200                  | 36 500               | 35 900               | 33 088               |
| Номинала мощност на СУ, к.с.                   | 40 000               | 35 000                  | 45 000               | 40 000               | 31 500               |
| Скорост, възела                                | 22                   | 22                      | 23                   | 22,5                 | 21                   |
| Далечина на плаване, мили (на скорост, възела) | 5000 (12)            | 5000 (12)               | 9860 (14)            | 8000 (14)            | 8000 (10)            |
| Брониране, мм                                  |                      |                         |                      |                      |                      |
| Пояс                                           | 330                  | 350                     | 305                  | 305                  | 343                  |
| Кули, чело                                     | 330                  | 350                     | 305                  | 305                  | 406                  |
| Барбети                                        | 254                  | 350                     | 305                  | 305 – 203            | 330                  |
| Рубка                                          | 280                  | 350                     | 305                  | 305                  | 406                  |
| Палуба                                         | 76 – 51              | 100 – 70                | 76—(34+31)           | 76 – 51              | 113 – 75             |
| Въоръжение                                     |                      |                         |                      |                      |                      |
| Главен калибър                                 | 4×2×381 мм/42        | 4×2×380 мм/45           | 6×2×356 мм/45        | 6×2×356 мм/45        | 4×3×356 мм/45        |
| Спомагателен                                   | 14×152 мм/45 2×76 мм | 16×150 мм/45 2×88 мм/45 | 20×140 мм/50 4×76 мм | 16×152 мм/50 4×76 мм | 22×127 мм/51 4×76 мм |
| Торпедно въоръжение                            | 4×533 мм ТА          | 5×600 мм ТА             | 6×533 мм ТА          | 6×533 мм ТА          | 2×533 мм ТА          |